# Spring & De Groot
Spring & De Groot was een Nederlands duo dat bestond uit Stefan Spring in 't Veld en Jan de Groot. Het was vooral bekend van de hit Voorbij uit 1997.

## Biografie
De geschiedenisstudent Jan de Groot en muziektechnicus Stefan Spring in 't Veld ontmoetten elkaar in 1994 op vakantie in Spanje. Na hun vakantie hielden ze contact en besloten ze een duo te vormen. Spring in 't Veld schreef de meeste teksten en speelde gitaar en De Groot nam de zang voor zijn rekening. De Groot had hierin al enkele ervaring, want hij was van een coverbandje genaamd The Kick. Ze namen enkele demo's op in de studio van Spring in 't Veld en stuurden die naar diverse platenmaatschappijen. CNR besloot in 1997 het nummer Voorbij op single uit te brengen. Het nummer werd een klein hitje in de Nederlandse Top 40; het stond twee weken op de 36e plaats.
Nu hun hit werden nog twee singles uitgebracht, maar deze overtroffen het commerciële resultaat van Voorbij niet. Deze twee nummers waren Verlangen en in 1998 Waterdicht. Er werd ook een titelloos album uitgebracht met twaalf nummers. Na hun eerste en enige album is niet veel meer van het duo vernomen. Spring in 't Veld werkt momenteel weer in een opnamestudio in Naarden en De Groot is sinds het najaar van 2002 zanger in de coverband Costa del Soul, die zoals de naam doet vermoeden, voornamelijk soulcovers speelt. In 2007 raakten ze bekend als de rockband Bukkes, die in het Spakenburgs dialect zingt.

## Bezetting
- Stefan Spring in 't Veld
- Jan de Groot

## Discografie

### Singles
| Single met eventuele hitnotering(en) in de Nederlandse Top 40 | Datum van verschijnen | Datum van binnenkomst | Hoogste positie | Aantal weken | Opmerkingen |
| ------------------------------------------------------------- | --------------------- | --------------------- | --------------- | ------------ | ----------- |
| Voorbij                                                       |                       | 21-6-1997             | 36              | 2            |             |